# Minimalist
En minimalist er en person hvis virke er præget af enkelhed og en meget begrænset brug af virkemidler/materialer. Person kan være en kunstner inden for litteratur, musik eller billedkunst. Minimalisme kendes også fra dagligdagen, som en enkel måde at leve på og enkel måde at bo på.
| Kunst | Spire Denne artikel om kunst er en spire som bør udbygges. Du er velkommen til at hjælpe Wikipedia ved at udvide den. |